# Olympische Sommerspiele 1968/Teilnehmer (Italien)
| Gelbes Symbol für Goldmedaillen mit stilisierten Olympischen Ringen | Graues Symbol für Silbermedaillen mit stilisierten Olympischen Ringen | Braundes Symbol für Bronzemedaillen mit stilisierten Olympischen Ringen |
| ------------------------------------------------------------------- | --------------------------------------------------------------------- | ----------------------------------------------------------------------- |
| 3                                                                   | 4                                                                     | 9                                                                       |

Italien nahm an den Olympischen Sommerspielen 1968 in Mexiko-Stadt mit einer Delegation von 167 Athleten (152 Männer und 15 Frauen) an 103 Wettkämpfen in 17 Sportarten teil. Fahnenträger bei der Eröffnungsfeier war der Springreiter Raimondo D’Inzeo.

## Teilnehmer nach Sportarten

### Basketball
Männer
- 8. Platz
- Enrico Bovone
- Sauro Bufalini
- Massimo Cosmelli
- Ottorino Flaborea
- Guido Gatti
- Gianluigi Jessi
- Gianfranco Lombardi
- Massimo Masini
- Giusto Pellanera
- Carlo Recalcati
- Gabriele Vianello
- Paolo Vittori

### Boxen
Männer
- Giorgio Bambini
Bronze  Schwergewicht
- Aldo Bentini
- Giambattista Capretti
- Mario Casati
- Elio Cotena
- Walter Facchinetti
- Filippo Grasso
- Giuseppe Mura
- Enzo Petriglia
- Marco Scano
- Franco Udella

### Fechten
| Männer - Toni Albanese - Giovanni Battista Breda - Wladimiro Calarese Silber Säbel Mannschaft - Pierluigi Chicca Silber Säbel Mannschaft - Alfredo Del Francia - Claudio Francesconi - Nicola Granieri - Pasquale La Ragione - Michele Maffei Silber Säbel Mannschaft - Gianfranco Paolucci - Arcangelo Pinelli - Rolando Rigoli Silber Säbel Mannschaft - Gianluigi Saccaro Bronze Degen Einzel - Cesare Salvadori Silber Säbel Mannschaft | Frauen - Bruna Colombetti-Peroncini - Giulia Lorenzoni - Giovanna Masciotta - Antonella Ragno-Lonzi - Silvana Sconciafurno |

### Gewichtheben
Männer
- Gioacchino Caracausi
- Gino Corradini
- Anselmo Silvino

### Kanu
Männer
- Cesare Beltrami
- Cesare Zilioli

### Leichtathletik
| Männer - Antonio Ambu - Francesco Arese - Sergio Bello - Livio Berruti - Pasquale Busca - Giovanni Cornacchia - Giacomo Crosa - Gioacchino De Palma - Gianni Del Buono - Renzo Finelli - Roberto Frinolli - Furio Fusi - Giuseppe Gentile Bronze Dreisprung - Sergio Liani - Sergio Ottolina - Eddy Ottoz Bronze 110 m Hürden - Abdon Pamich - Ennio Preatoni - Giacomo Puosi - Umberto Risi - Angelo Sguazzero - Vittorio Visini | Frauen - Donata Govoni - Carla Panerai - Paola Pigni - Magali Vettorazzo |

### Moderner Fünfkampf
Männer
- Nicolo Deligia
- Mario Medda
- Giancarlo Morresi

### Radsport
Männer
- Luigi Borghetti
- Lorenzo Bosisio
Bronze  Mannschaftsverfolgung 4000 m
- Giovanni Bramucci
Bronze  Mannschaftszeitfahren 100 km
- Cipriano Chemello
Bronze  Mannschaftsverfolgung 4000 m
- Tino Conti
- Walter Gorini
- Vittorio Marcelli
Bronze  Mannschaftszeitfahren 100 km
- Flavio Martini
- Giorgio Morbiato
Bronze  Mannschaftsverfolgung 4000 m
- Gino Pancino
Bronze  Mannschaftsverfolgung 4000 m
- Luigi Roncaglia
Bronze  Mannschaftsverfolgung 4000 m
- Gianni Sartori
- Mauro Simonetti
Bronze  Mannschaftszeitfahren 100 km
- Giordano Turrini
Silber  Sprint
- Dino Verzini
- Pierfranco Vianelli
Gold  Straßenrennen Einzel
Bronze  Mannschaftszeitfahren 100 km

### Reiten
- Paolo Angioni
- Alessandro Argenton
- Mauro Checcoli
- Piero D’Inzeo
- Raimondo D’Inzeo
- Graziano Mancinelli
- Giuseppe Ravano

### Ringen
Männer
- Pietro Bellotti
- Domenico Centurioni
- Osvaldo Ferrari
- Vincenzo Grassi
- Umberto Marcheggiani

### Rudern
Männer
- Abramo Albini
Bronze  Vierer ohne Steuermann
- Tullio Baraglia
Bronze  Vierer ohne Steuermann
- Primo Baran
Gold  Zweier mit Steuermann
- Renato Bosatta
Bronze  Vierer ohne Steuermann
- Bruno Cipolla
Gold  Zweier mit Steuermann
- Pier Angelo Conti-Manzini
Bronze  Vierer ohne Steuermann
- Ennio Fermo
- Giuseppe Galante
- Mariano Gottifredi
- Renzo Sambo
Gold  Zweier mit Steuermann
- Luciano Sgheiz
- Romano Sgheiz
- Marino Specia
- Emilio Trivini

### Schießen
- Ugo Amicosante
- Giancarlo Chiono
- Giuseppe De Chirico
- Romano Garagnani
Silber  Skeet
- Giovanni Liverzani
- Ennio Mattarelli
- Galliano Rossini

### Schwimmen
| Männer - Antonio Attanasio - Pietro Boscaini - Franco Chino - Michele D’Oppido - Franco Del Campo - Giampiero Fossati - Massimo Sacchi - Angelo Tozzi | Frauen - Novella Calligaris - Maria Strumolo |

### Segeln
- Fabio Albarelli
Bronze  Finn-Dinghy
- Antonio Carattino
- Domenico Carattino
- Franco Cavallo
Bronze  Star
- Camillo Gargano
Bronze  Star
- Carlo Massone
- Emanuele Ottonello
- Giuseppe Zucchinetti

### Turnen
| Männer - Giovanni Carminucci - Pasquale Carminucci - Luigi Cimnaghi - Bruno Franceschetti - Franco Menichelli - Vincenzo Mori | Frauen - Adriana Biagiotti - Daniela Maccelli - Gabriella Pozzuolo |

### Wasserball
Männer
- 4. Platz
- Alberto Alberani Samaritani
- Enzo Barlocco
- Mario Cevasco
- Gianni De Magistris
- Paolo Ferrando
- Alessandro Ghibellini
- Giancarlo Guerrini
- Franco Lavoratori
- Gianni Lonzi
- Eugenio Merello
- Eraldo Pizzo

### Wasserspringen
| Männer - Franco Cagnotto - Klaus Dibiasi Silber Kunstspringen Gold Turmspringen - Italo Salice | Frauen - Bruna Rossi |